# Belorusskaja (Zamoskvoretskajalinjen)
Belorusskaja (ryska: Белору́сская, Vitryska stationen) är en tunnelbanestation på Zamoskvoretskajalinjen i Moskvas tunnelbana. Stationens vestibul ligger i järnvägsstationen Belorusskijstationen varifrån tåg mot Vitryssland och Västeuropa avgår, och det är järnvägsstationen som gett tunnelbanestationen sitt namn.
Belorusskaja öppnades 1938 som en del i andra steget i Moskvas tunnelbana.
Stationens rektangulära pyloner är klädda med rosa marmor från Birobidzjan. Golvlampor i brons står i pylonernas nischer, och i centralhallens slut står en byst av Lenin. Stationen är dekorerad i vitrysk stil, ursprungligen var golven mönstrade med vitryska ornament, vid en modernisering av stationen ersattes dessa dock med kvadratiska plattor av svart och grå marmor. De ursprungliga indigofärgade keramikplattorna som klädde väggarna ersattes också av indigofärgad marmor 2004.
1952 tillkom trappuppgångar vid stationens södra ända, och då öppnades också en passage till stationen med samma namn på Ringlinjen.

## Byten
På Belorusskaja kan man byta till Belorusskajastationen på Ringlinjen.